# Bongo-Bagirmi jezici
Bongo-Bagirmi jezici, najveća podskupina zapadnih centralnosudanskih jezika raširenih po Srednjoafričkoj Republici, Demokratskoj Republici Kongo, Čadu i Sudanu. Grana se na uže skupine Bongo-Baka (8 jezika); Kara (3 jezika); Sara-Bagirmi (29); i Sinyar (1). Ukupno 41 jezik.

## Vanjske poveznice
- Ethnologue (14th)
- Ethnologue (15th)